# Veera Kivirinta
Veera Kivirinta, född 6 april 1995, är en finländsk simmare. 

## Karriär
Vid EM 2024 i Belgrad tog Kivirinta silver på 50 meter bröstsim.